# Queda do Derg
A Queda do Derg foi uma campanha militar que resultou na derrota da junta militar marxista-leninista governante, o Derg, pela coalizão rebelde Frente Democrática Revolucionária do Povo Etíope (FDRPE) em 28 de maio de 1991 em Adis Abeba, encerrando a Guerra Civil Etíope. O Derg assumiu o poder após depor o Imperador Haile Selassie e a Dinastia Salomônica, uma dinastia imperial da Etiópia que começou em 1270. O Derg sofreu com insurgências de diferentes facções de grupos rebeldes separatistas desde seus primeiros anos, começando com a Guerra Civil Etíope. A fome de 1983-1985, o Terror Vermelho e o reassentamento e o aldeamento tornaram o Derg impopular, com a maioria dos etíopes tendendo a apoiar grupos insurgentes como a Frente Popular de Libertação do Tigré (FPLT) e a Frente de Libertação do Povo Eritreu (FLPE).
Com o estabelecimento da República Democrática Popular da Etiópia em 1987, o Derg, liderado por Mengistu Haile Mariam, foi subjugado por grupos rebeldes devido em parte à falta de apoio da União Soviética desde 1990.

## Relatos do FLPE
Um relato sobre a Frente de Libertação do Povo Eritreu (FLPE), escrito na década de 1980, fornece poucas informações sobre sua luta contra o regime do Derg, mas não sobre suas ideologias políticas. O livro "Reise ins Land der Rebellen", de Dieter Beisel (Rowohlt Verlag, Hamburgo, 1989), foi um importante trabalho jornalístico de primeira mão baseado nos eventos que cercaram os grupos rebeldes. 

## Movimento de separação pré-Derg: 1958–1974
Em setembro de 1962, a Eritreia foi federada com a Etiópia sob o Imperador Haile Selassie como a nona província do Império Etíope depois de ser governada como colônia da Itália e então colocada sob administração britânica durante a Segunda Guerra Mundial em 1941. Como resultado, o Movimento de Libertação da Eritreia (MLE) foi formado no Sudão em 1958 para lutar pela independência.
O regime de Haile Selassie tornou-se mais autoritário; os partidos políticos foram perseguidos e a liberdade de expressão e de imprensa foram geralmente suprimidas, e as línguas nativas da Eritreia foram proibidas em favor do amárico. 
Embora a resistência eritreia tenha prevalecido durante todo o reinado do imperador, o ponto de virada ocorreu com a formação de grupos e movimentos separatistas armados. Pastores muçulmanos das terras baixas frequentemente consolidavam movimentos separatistas, enquanto cristãos nas terras altas da Eritreia eram a favor da união com a Etiópia. Em julho de 1960, o MLE formou a Frente de Libertação da Eritreia (FLE) no Cairo, e era majoritariamente muçulmana. O número de ataques contra o governo imperial etíope passou de 4 em 1962 para 27 em 1966. O FLE então expandiu sua ala, o Exército de Libertação da Eritreia, no início de 1967, forçando o governo etíope a mobilizar duas brigadas em uma operação de contrainsurgência de três fases, com o codinome Wegaw (lit. "lixo"). 

## Início e meados da guerra civil: 1974–1987
O Comitê Administrativo Militar Provisório, também conhecido como Derg, tomou o poder após um golpe de estado contra o Imperador Haile Selassie, encerrando a administração do império e instalando uma ditadura militar em 1974. Após neutralizar o MBL, três facções se reorganizaram para estabelecer a Frente de Libertação do Povo Eritreu (FLPE) em 1974, e sua ala militar, o Exército da Frente de Libertação da Eritreia (EFLA). Em 1977, o comitê militar central da Etiópia elegeu Mengistu Haile Mariam como presidente do Derg enquanto desengajava postos militares na Eritreia. A FLPE e a ELF lançaram uma série de ofensivas para ganhar o controle da maior parte da Eritreia, exceto Asmara, Massawa, Asseb, Barentu e Senafe. Em fevereiro de 1975, outro grupo insurgente, a Frente Popular de Libertação do Tigré (FPLT), foi formado em resposta à retirada do Derg dessas áreas. 
Os primeiros ataques da FPLT ocorreram em agosto de 1975, e a organização aumentou constantemente o apoio dos camponeses locais e da população tigré como um todo. Durante o período inicial de formação da FPLT, o grupo lutou com rivais em vez do governo central. Em 1978, o Derg rebateu uma invasão formal da região oriental de Ogaden pela Somália, que reivindicou a região como parte integrante da Grande Somália. 

Mapa durante a Guerra Civil Etíope mostrando a rota estratégica dos insurgentes antes de Adis Abeba

A FLPE e a ELF tiveram sucesso na tomada de 80% da Eritreia, mas o Derg logo desviou sua atenção para a Eritreia após sua vitória contra a Somália, temendo a perda do Mar Vermelho e o isolamento da Etiópia. No início de 1978, eles organizaram 90.000 homens sob o Segundo Exército Revolucionário (SER) e lançaram ataques abrangentes contra a FLPE e o MBL. O Derg alcançou o controle do sul e centro da Eritreia após sua operação militar de junho de 1978 e retomou as ofensivas em novembro de 1978 para capturar Agordat, Afabet e Keren. 
O Derg garantiu a estrada que liga Massawa a Asmara e sitiou fortemente as fortificações do EFLE até junho de 1983. Embora o governo tenha feito investimentos significativos em projetos de reabilitação de infraestrutura e na povoação da população rural no início da década de 1980, o Terror Vermelho e a fome de 1983-1985 tornaram o Derg impopular entre toda a população etíope, e os grupos rebeldes ganharam amplo apoio. O Derg acusou organizações de combate à fome de ajudar os grupos insurgentes. No final de 1984, a TPLF controlava a maior parte da área rural de Tigray, enquanto Adigrat e Shire estavam de fato sob cerco. A FLPE cessou seu apoio à FPLT bloqueando suas rotas de suprimento do Sudão em 1985. O Derg avançou com suas forças armadas para a Eritreia, e os insurgentes tigrés foram encorajados como uma ameaça potencial. 
A FLPE iniciou suas campanhas de Ofensiva Furtiva e Estrela Vermelha em junho de 1982 e retomou Teseney e Aligider, capturando assim a conexão terrestre entre o Reduto do Sahel e o Sudão em janeiro de 1984. Posteriormente, eles retomaram o posto avançado militar etíope na área de Alghena, na costa do Mar Vermelho, uma semana depois. Em maio de 1986, a estrada Asmara-Massawa foi destruída, enquanto as bases aéreas e a artilharia etíopes foram queimadas pelos insurgentes. 

## Da República Democrática Popular à queda de Adis Abeba: 1987–1991
Em setembro de 1987, Mengistu proclamou a Etiópia como uma república socialista oficialmente chamada de "República Democrática Popular da Etiópia", e o Derg se tornou o Partido dos Trabalhadores da Etiópia. No mesmo ano, o grupo de oposição antigovernamental Amhara conhecido como Movimento Democrático Popular Etíope (MDPE) foi formado. Juntamente com a FPLT, eles estabeleceram uma coalizão conhecida como Frente Democrática Revolucionária do Povo Etíope (FDRPE) em 1989, com Meles Zenawi servindo como presidente da FPLT e do MDPE. Mengistu proibiu a mídia etíope de usar os termos glasnost e perestroika, desafiando o presidente soviético Mikhail Gorbatchov, em quem Mengistu acreditava não confiar. Gorbatchov enviou tropas comunistas de linha dura de Moscou junto com 1 bilhão de dólares americanos em ajuda militar nos próximos três anos consecutivos. 
20.000 soldados soviéticos se renderam à FLPE quando tentaram se infiltrar na Afabet, o que chocou Gorbatchov. Gorbatchov finalmente disse a Mengistu que cortaria o fluxo de equipamentos para o Derg até 1990. No final da década de 1980, os insurgentes aceitaram a importância da economia mista, da democracia multipartidária e da sociedade aberta em detrimento do dogma socialista para derrotar o Derg, buscando a aprovação dos Estados Unidos e aliados. No início de fevereiro de 1990, a FLPE capturou com sucesso toda a Massawa, desvinculando a estrada e o exército de Mengistu de Asmara e da Eritreia central. 

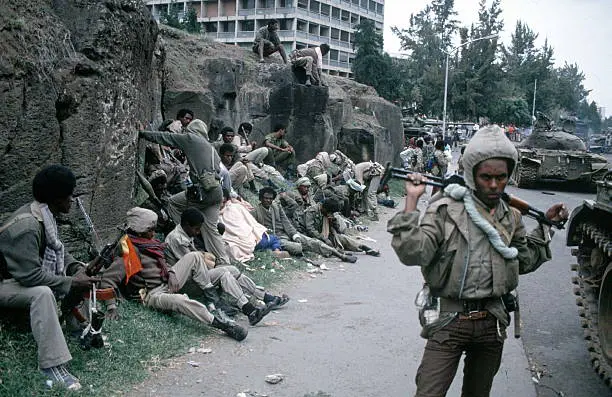
Combatentes da FDRPE em Adis Abeba.

No início de 1990, Mengistu providenciou a emigração de judeus etíopes para Israel. A campanha de lobby israelense culminou na visita de Mengistu ao ministro das Relações Exteriores israelense, Moshe Arens, em Washington, em fevereiro. Muitas organizações e líderes judaicos do Congresso dos Estados Unidos atribuíram a Mengistu seu papel no esforço de lobby. 

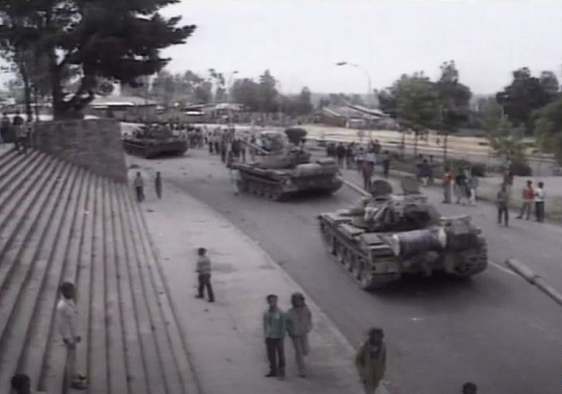
Tanques da FDRPE em Adis Abeba, maio de 1991

Em 5 de março de 1990, Mengistu proferiu um longo discurso para abordar as ameaças ao país e solicitou ideias para reformas. De 17 a 21 de janeiro de 1991, a FDRPE realizou seu primeiro congresso em Tigré. O relatório final foi publicado em 10 de março, contendo retórica marxista à moda antiga: defendia uma "República Popular" dominada por "trabalhadores e camponeses", em repúdio aos " capitalistas com patrocínio estrangeiro", bem como aos "feudais". O líder Meles estava preocupado com a cooperação com a Frente de Libertação Oromo (FLO) no futuro da Etiópia, já que a FLO tinha um histórico de assédio a colonos, trabalhadores humanitários sequestrados e postos avançados do Derg. 
No final de janeiro de 1991, a Frente de Libertação de Afar (FDRPE) lançou uma campanha para libertar a região de Amhara, com o codinome "Operação Tewedros". No início de março de 1991, a Frente de Libertação de Afar tornou-se aliada da FDRPE sem aderir formalmente. No mesmo mês, capturaram Bahir Dar, passando por Gojjam e Nilo Azul, atravessando a província de Wollo através de sua capital, Dessie. Nessa época, o Derg optou por resistir. 
O Derg marchou para Shewa, Welega e Adis Abeba; em abril, eles tomaram Oromo, incluindo sua capital, Welega, Nekemte, e se mudaram para Gimbi, momento em que a FLO e a FDRPE estavam à beira de um acordo. Em 27 de maio, os rebeldes quase controlaram as cidades do sudoeste, como Jimma, Agaro e Gambela, em meio a negociações em Londres. O Derg imediatamente entrou em desordem e evacuou a área. Em 28 de maio de 1991, a FDRPE assumiu o controle de Adis Abeba e convocou uma cúpula para iniciar o processo de formação do Governo de Transição da Etiópia. Mengistu e alguns outros oficiais do Derg fugiram do país e ainda mais foram presos. Mengistu fugiu para o Zimbabwe, onde ainda vive. 